# عشق من نیستی (ترانه اینا)
«عشق من نیستی» (به انگلیسی: Not My Baby) ترانه‌ای از خواننده اهل رومانی اینا است که در ۳ آوریل ۲۰۲۰ به‌عنوان یک تک‌آهنگ توسط گلوبال رکوردز منتشر شد.